# Smilde
Smilde ist ein Dorf und eine ehemalige Gemeinde in den Niederlanden in der Provinz Drenthe, 30 Kilometer südlich von Groningen und 9 Kilometer südlich von Assen.
Smilde besteht aus den Orten Bovensmilde, Smilde, Hijkersmilde und Hoogersmilde. Die Gemeinde liegt an dem 1765 angelegten Verbindungskanal, südsüdwestlich von Assen. Sie gehört seit der Gemeindereform von 1998 zu dem Verwaltungsbezirk Midden-Drenthe.
In der Nähe von Smilde befindet sich seit 1958 ein Sendeturm des niederländischen Rundfunks. Nach einem Brand ist der abgespannte Sendemast am 15. Juli 2011 in der Mitte durchgebrochen und eingestürzt.

## Sitzverteilung im Gemeinderat
Bis zur Auflösung der Gemeinde ergab sich seit 1982 folgende Sitzverteilung:
| Partei                  | Sitze | Sitze | Sitze | Sitze |
| Partei                  | 1982  | 1986  | 1990  | 1994  |
| ----------------------- | ----- | ----- | ----- | ----- |
| CDA                     | 5     | 5     | 5     | 5     |
| PvdA                    | 4     | 5     | 4     | 3     |
| Gemeentebelangen Smilde | 2     | 1     | 2     | 3     |
| VVD                     | 2     | 2     | 2     | 1     |
| GroenLinks              | —     | —     | —     | 1     |
| GPV                     | 0     | 0     | —     | —     |
| Gesamt                  | 13    | 13    | 13    | 13    |

## Geboren in Smilde
- Carry van Bruggen (1881–1932), Schriftstellerin, Schwester von Jacob Israël de Haan.
- Jacob Israël de Haan (1881–1924), Schriftsteller, Bruder von Carry van Bruggen.
- Reint Dijkema (1920–1944), Widerstandskämpfer.
- Herbert Dijkstra (* 1966), Sportjournalist und Eisschnellläufer
- Alwin Kloekhorst (* 1978), Sprachwissenschaftler mit Schwerpunkt Anatolische Sprachen.